# Олендский, Антон Варфоломеевич
Олендский Антон Варфаламеевич (1843, д. Тучин, Бельский уезд Гродненская губерния, Российская империя — 30 марта (11 апреля) 1864, Минск, Северо-Западный край, Российская империя) — активный участник Польского восстания 1863—1864 годов командир повстанческого отряда на Могилёвщине.

## Биография
Родился в 1843 году в д. Тучин, Бельский уезд, Гродненская губерния, Российская империя в семье офицера царской армии Варфоломея Олендского. В 1862 году с отличием в звании поручика окончил Московский 1-й кадетский корпус. Начал обучение в Михайловском артиллерийском училище в Санкт-Петербурге.
Там он впервые вошёл в контакт с тайной организацией офицеров-поляков в Санкт-Петербурге. Также контактировал с представителями подпольной организации «Земля и воля». В феврале 1863 года активно распространял их прокламацию «Льётся польская кровь, льётся русская кровь».

### Участие в восстании 1863—1864 годов
В начале апреля 1863 года тайно прибыл в Могилёвскую губернию. А. В. Олендский взяв себе псевдоним Антоний присутствовал 21 апреля (3 мая) 1863 года на тайной встрече в имении Самсоны из 12 участников повстанческой организации, среди которых были и молодые офицеры, служившие в артиллерийской бригаде в Могилёве: В. А. Корсак, братья М. А. и И. А. Манцевичи. На встрече было принято решение начать вооружённый мятеж. Однако на сборный пункт в урочище Макаровый лес у д. Черноручье (ныне Шкловский район) 22 апреля (4 мая), вместо предполагаемых 100 собралось около 30 человек. Здесь окончательно и был сформирован отряд А. В. Олендского. Повстанцы стали ходить по деревням Могилевской губернии и призывать крестьян к участию в восстании, обещали дать им после победы землю без выкупа и другие демократические преобразования, однако крестьяне в большинстве деревень отказались поддержать повстанцев, а местами даже отнеслись к ним крайне неприязненно. К вечеру 25 апреля (7 мая) перешли в Сенненский уезд и остановились в фольварке близ местечка Словении (ныне Толочинский район), расположившись лагерем в бору возле реки Вечеринка.
Здесь 27 апреля (9 мая), на отряд возросший в численности до 100 человек напала рота резервного батальона Алексопольского пехотного полка под командованием поручика Путяты. Отряд повстанцев был разбит, 21 мятежник был убит на поле боя, 19 взяты в плен. Рота Путяты потеряла 4 человек убитыми и 9 ранеными. Чуть позже местные крестьяне изловили и передали властям ещё 60 мятежников из отряда Антона Олендского. 3 (15) мая 1863 года пленных доставили в Могилёв, где 6 (18) июня 1863 года руководство отряда (В. А. Корсак, братья М. А. и И. А. Манцевичи) было расстреляно, остальные направлены в ссылку.
Тогда Олендскому вместе с несколькими подручными удалось ускользнуть и присоединиться чуть позже к повстанческому отряду под командованием бывшего поручика царской армии К. А. Жебровского. А. Оледский был пленён в Борисовском уезде по разным данным только 8 (20) мая или в середине июня 1863 года. Расстрелян по приговору суда около 9 часов утра, 30 марта (11 апреля) 1864 во дворе Минской городской тюрьмы.